# 세 여자
《세 여자》는 1997년 11월 16일부터 1998년 1월 25일까지 방영된 한국방송공사 2TV 일요아침드라마 작품인데, 이른바 개성이 뚜렷한 20대 후반의 직장 여성들의 일상 이야기를 그렸다.

## 등장 인물
- 오현경 : 송문경 역

- 송채환 : 도혜진 역

- 김혜리 : 신초희 역

- 백일섭 : 송백희 역

문경의 아버지
- 선우용녀 : 안지수 역

문경의 어머니
- 손창민 : 송세재 역

문경의 오빠
- 김정균 : 황정현 역

- 이세창 : 박영달 역

- 정소희 : 신호숙 역

초희의 언니

## 참고 사항
- 당초 《세 자매》라는 제목으로 기획되었다.
- 《일요일은 참으세요》 이후 이어진 슬럼프를 만회하기 위해 최초로 삼화프로덕션에 외주 맡겨 제작하였다.[1]
- 당초 1997년 11월 2일 첫 방영일이었으나 캐스팅 문제로 어려움을 겪자 《디즈니 만화동산》을 2주 동안 와이드 편성하여 11월 16일로 변경됐다.[2]
- 독신을 주장하는 세 여자들이 집안의 강요로 맞선을 보게 되자 상대편 남자를 짜고 골탕을 먹이는 소동 등의 내용으로 비난을 받았다.[3]
- IMF로 인해 협찬을 빌미로 호화사치 의상, 가구, 차량 등을 TV드라마에 등장시켜 시청자들의 과소비를 부채질하고 있다는 지적을 받았다.[4]
- 11회 만에 조기 종영되고 후속작으로 단막극 《일요베스트》 이동 편성할 계획이었으나[5] 무산되면서 한동안 일요아침드라마를 편성하지 않았다.